# Allium fantasmasense
Allium fantasmasense är en amaryllisväxtart som beskrevs av Hamilton Paul Traub. Allium fantasmasense ingår i släktet lökar, och familjen amaryllisväxter. Inga underarter finns listade i Catalogue of Life.